# Volksbank Ludwigsburg
Die Volksbank Ludwigsburg eG war eine Genossenschaftsbank mit Sitz in Ludwigsburg in Baden-Württemberg. Im Jahre 2021 wurde die Bank auf die VR-Bank Neckar-Enz eG zur VR-Bank Ludwigsburg eG verschmolzen.

## Aufbau
Die Volksbank Ludwigsburg war eine eingetragene Genossenschaft. Ihre Vertreterversammlung wählte den Aufsichtsrat, der den Vorstand ernannte. 
Als Regionalprüfungsverband fungierte der Baden-Württembergische Genossenschaftsverband.

## Ausrichtung
Die Volksbank Ludwigsburg eG betrieb ein Universalbankgeschäft mit Filialstruktur. Insgesamt unterhielt sie in ihrem Geschäftsgebiet 21 Filialen sowie zwei reine SB-Standorte. Ihr Geschäftsgebiet umfasste die Kommunen Affalterbach, Benningen am Neckar, Bietigheim-Bissingen, Ditzingen, Eberdingen, Erdmannhausen, Freiberg am Neckar, Großbottwar, Hemmingen, Kornwestheim, Ludwigsburg, Marbach am Neckar, Murr, Sachsenheim, Steinheim an der Murr und Vaihingen/Enz.

## Gründung
Im Oktober 1847 gründeten Mitglieder des Ludwigsburger Gewerbe- und Handelsvereins die „Localbank für kleinere Gewerbe“ als Vorgängerinstitut der Volksbank Ludwigsburg mit einem von den Mitgliedern eingezahlten Startkapital von 6000 Gulden. Der Kupferschmiedemeister und Ludwigsburger Stadtrat Friedrich Bührer Senior wurde zum ersten Vorsitzenden gewählt. Die „Localbank“ war als Verein gegründet worden, der exklusiv für seine Mitglieder „Hilfe zur Selbsthilfe“ per Kredit anbot.
Die Bürger und Unternehmer wollten damit die Wirtschaftskraft in Ludwigsburg stärken: für wirtschaftlich aufstrebende Bürger, die Finanzbedarf hatten, etwa um ihre Werkstätten zu erweitern oder Maschinen anzuschaffen, aber von den damaligen Großbanken und Finanziers keine Kredite erhielten.
Nach Inkrafttreten des neuen Genossenschaftsgesetzes im August 1862 ging die „Localbank“ über in die neue, jetzt genossenschaftliche „Spar- und Vorschußbank Ludwigsburg“. 27 Mitglieder war die Gründer, darunter herrschten Handwerker und Kleingewerbe vor. Schon im September 1847 nahm die neue Genossenschaftsbank ihre Geschäftstätigkeit im Haus Ecke Wilhelm- und Seestraße auf.

## Fusionen
Durch Fusionen konsolidierte sich die Volksbank Ludwigsburg: Insgesamt gingen 24 genossenschaftliche Institute in der Volksbank Ludwigsburg auf – beispielsweise verschmolz die Volksbank Ludwigsburg mit der Volksbank Poppenweiler sowie mit der Genossenschaftsbank Hemmingen (beide 1973), dann mit der Oßweiler Bank (1987). Bis 1999 folgten weitere Fusionen mit der Volksbank Bietigheim-Vaihingen-Enz und Umgebung, der Neckarweihinger Bank, der Volksbank Marbach, der Raiffeisenbank Erdmannhausen und der Kornwestheimer Bank.